# Can't Take It with You
«Can't Take It with You» es una canción del grupo británico de rock progresivo, The Alan Parsons Project.
Es la quinta pista del LP Pyramid, y la que cierra la cara A del mismo
La letra sostiene la idea de que la muerte significa la interrupción de cualquier proyecto que tenga en mente para el futuro, y es la canción en la que más puede apreciar la reflexión acerca del poder del destino sobre las ideas y proyectos de los humanos, desarrollada en toda la lírica del disco.